# Marxisme-leninisme

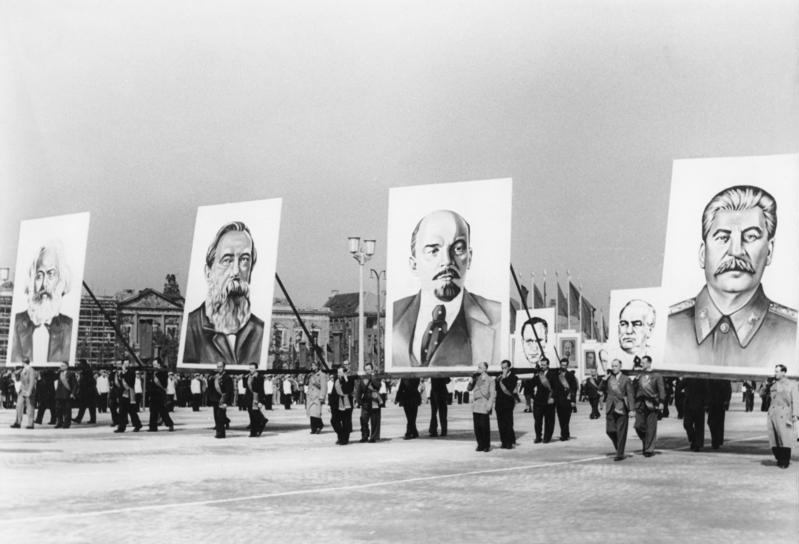
Retrats de Marx, Engels, Lenin i Stalin durant una desfilada a la República Democràtica Alemanya, 1953.

El marxisme-leninisme reivindica un enllaç directe entre el pensament de Marx i la contribució de Lenin a la teoria revolucionària comunista. Apareixent després de la mort de Lenin, va ser fins a la dècada del 1970 la ideologia oficial de la tendència predominant del moviment comunista, els partits i els estats alineats amb l'URSS o la República Popular de la Xina.
L'expressió s'utilitza per referir-se no només a la interpretació de Lenin del marxisme, sinó també a l'ortodòxia del leninisme de Ióssif Stalin; durant el període stalinista, va acabar substituint el del leninisme. El nom «marxista-leninista» llavors, en general, designa la ideologia vigent i obligatòria a l'URSS com en els partits membres de la Internacional Comunista i, més concretament, la interpretació estalinista del pensament leninista, tots els altres — sobretot ser estigmatitzat com a heretges Després de 1945, el marxisme-leninisme es va convertir en la ideologia utilitzada per altres règims comunistes, i va romandre així després de la desestalinització. Tanmateix, en el seu contingut doctrinal, experimenta nombroses variacions segons els contextos nacionals — El maoisme i els imperatius del moment, la naturalesa de l'ortodòxia pot variar en funció dels interessos dels règims vigents.
El marxisme-leninisme va ser la doctrina oficial dels països del bloc oriental fins al final de la Guerra Freda. El marxisme-leninisme continua formant part dels referents de determinats partits o grups estalinistes.

## Orígens
El marxisme-leninisme prové del leninisme, nom donat a posteriori al pensament de Lenin per certs partidaris d'aquest últim. Jutges Lenin, al fulletó Què fer ? (1902), que la revolució està pensada per ser organitzada a Rússia per un partit estrictament jeràrquic i organitzat, compost per «professionals» de l'acció política. Aquest últim constituiria el «avantguarda» de la classe treballadora: com que els obrers no tenen un sentit innat de consciència de classe i teoria revolucionària, serà del partit portar-los-ho i despertar la lluita de classes. Lenin va defensar l'organització del partit segons el principi del centralisme democràtic, que va definir com l'aliança de «llibertat de discussió» i la «unitat d'acció», i que implica a la pràctica que els activistes compleixin estrictament les instruccions d'actuació, un cop aquestes s'han debatut i decidit dins dels òrgans de direcció del partit.
Lenin, que es considerava un marxista ortodox, va reprendre les quadrícules analítiques de l'economia marxista i el materialisme històric, alhora que adaptava els conceptes marxistes al context particular de Rússia. A L'estat i la revolució, escrit durant la revolució russa, aborda la qüestió de l'Estat i el govern sota la dictadura del proletariat, fase que identifica amb la de la socialització de la força de treball. Després de l'enderrocament del capitalisme mitjançant la revolució violenta, els mitjans de producció passaran sota un règim de propietat social, és a dir, sota control estatal, que correspon segons Lenin a l'etapa de «socialisme», és a dir col·lectivisme econòmic, que seria la fase «més baixa» de la societat comunista. Després d'aquesta etapa, la durada de la qual Lenin no especifica, l'Estat desapareixerà gradualment per si mateix, i finalment portarà a la fase «superior», la de societat sense classes i comunisme integral, la paraula «comunisme» entenent-se aquí en el sentit d’organització social igualitària, sense Estat ni propietat privada.

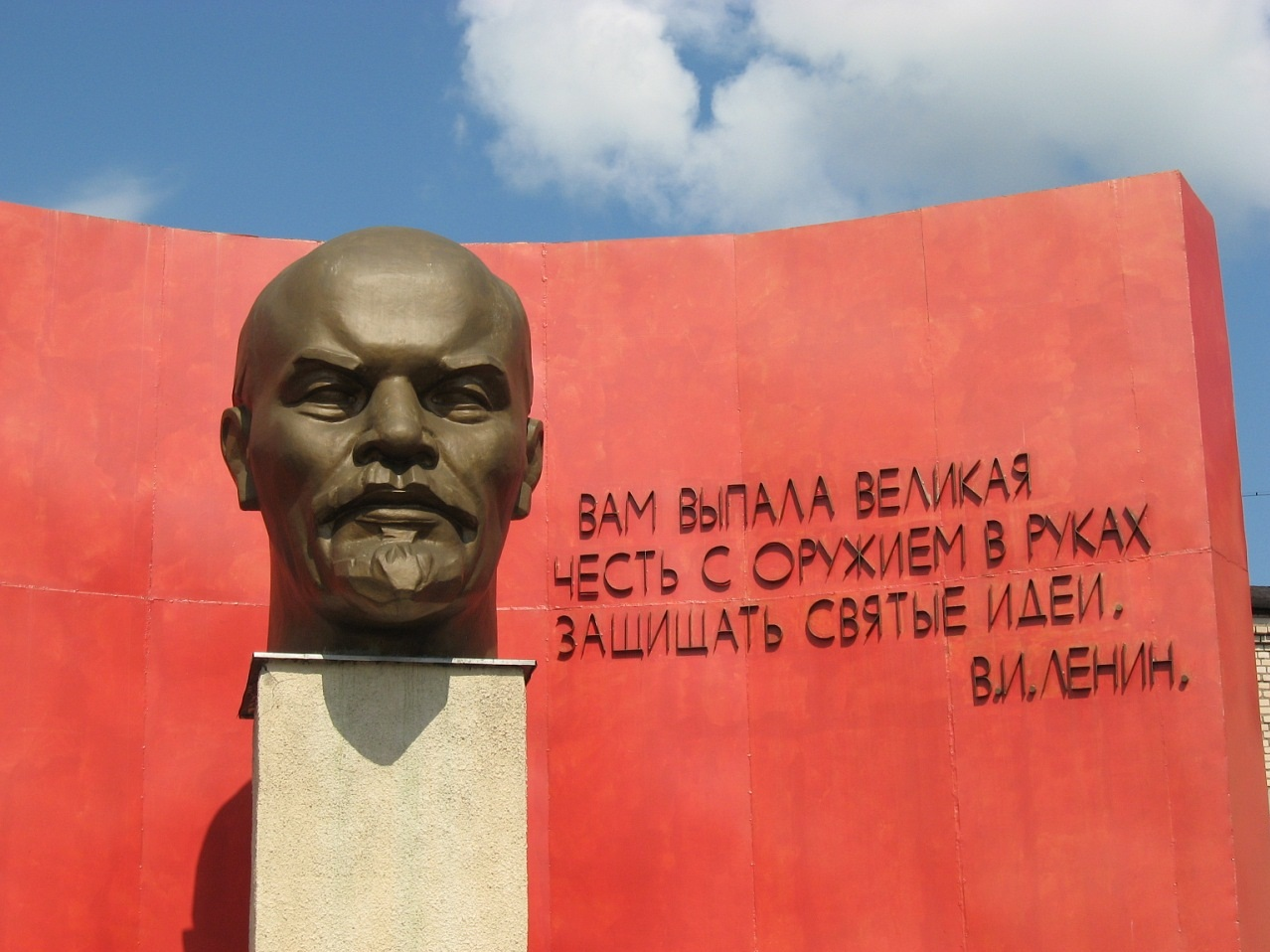
Monument a Lenin, a Minsk.

A nivell filosòfic, Lenin s'ajusta al materialisme dialèctic, una eina d'anàlisi que se suposa que s'aplica al conjunt de la realitat, i que s'aplica tant a la filosofia com a la ciència i a tots els camps. A Materialisme i empiriocríticisme (1909), afirma la necessitat de «el partidisme en la filosofia», és a dir, triar el costat entre «DRETA» i «ESQUERRA»: la concepció leninista de l'organització política, els fonaments de la qual són la separació en dos camps radicalment oposats i la disciplina estricta del camp revolucionari, s'estén, doncs, a nivell de les idees. Per a Lenin, el materialisme dialèctic permet fer de la representació en general un reflex de la realitat objectiva: el pensament humà és, per tant, capaç d'arribar a «la veritat absoluta que és només una suma de veritats relatives». Lenin concep el pensament marxista com a si mateix científic en essència, el materialisme només pot ser confirmat per les ciències.
Lenin, tot i que defensa l'establiment d'un règim democràtic, es posiciona en contra de la democràcia parlamentària i ignora la noció de pluralisme. La Revolució d'Octubre, duta a terme oficialment en nom dels soviètics (els consells obrers que se suposa que tenen el poder), va donar lloc a un poder indiscutible per al Partit Comunista, el Politburó del qual va constituir l'autèntic govern de la Rússia soviètica. El 1921, Lenin va aprovar una resolució al X Congrés del Partit Comunista segons la qual «el marxisme ensenya que només el partit polític de la classe obrera, és a dir el Partit Comunista, és capaç d'agrupar, educar i organitzar l'avantguarda del proletariat i de totes les masses obreres». Si bé Marx no havia escrit mai res d'aquest tipus, la concepció leninista del paper principal del partit s'eleva, per tant, a l'estatus d'element de pensament marxista, establint a la pràctica el règim de partit únic.
La referència al pensament de Lenin -ja que aquest va ser marginat per la malaltia- es va convertir, per als líders de l'URSS i del Partit Comunista -Stalin, Trotski, Zinóviev, Kàmenev, Bukharin, etc.- en una manera d'afirmar la seva legitimitat des de la perspectiva de successió.
No obstant això, va ser Stalin qui es va establir com el guardià oficial de l'ortodòxia leninista pronunciant el 1924, a la Universitat de Sverdlov, una sèrie de conferències sobre els «principis del leninisme», el text del qual, clar i accessible a un públic ampli, es recull després en un fulletó de gran difusió. Stalin és el primer a donar una definició sintètica de Leninisme, que ell defineix com «el marxisme de l'època de l'Imperialisme i la revolució proletària. Més exactament: el leninisme és la teoria i la tàctica de la revolució proletària en general, la teoria i la tàctica de la dictadura del proletariat, en particular». Impugnant el caràcter rus específic de la pràctica de Lenin, Stalin va decretar que el leninisme tenia un abast universal i s'havia d'aplicar «obligatòriament» a la situació política de tots els països, sense excepció. Les concepcions de Lenin ja s'havien imposat a tots els partits que formaven la Internacional Comunista, en detriment d'«esquerrans» com el comunisme de consells, queden exclosos altres corrents comunistes. El leninisme és ara elevat al rang de doctrina rígidament codificada. Els esquemes analítics marxistes, el materialisme històric i el materialisme dialèctic (una filosofia obligada per a tot comunista) es resumeixen de manera resumida, en forma d'una sèrie de causalitats rígides i mecàniques. El leninisme apareix, doncs, com «nominat» per l'estalinisme. Aleshores Stalin va publicar altres obres: el Resum de la història del Partit Comunista (bolxevic) de l'URSS, una reescriptura de la història del moviment en benefici seu, i Les qüestions del leninisme, un recull de textos regularment reeditats i augmentats per les seves reflexions sobre els problemes actuals.

## Evolucions

### Període estalinista
L'expressió «Marxisme-leninisme» va aparèixer a finals dels anys vint del 1900. El 1934, Vladimir Adoratski, director de l'Institut Marx-Engels-Lenin, va presentar la «dialèctica materialista» com «el fonament teòric del marxisme-leninisme». El mateix Stalin va utilitzar la paraula l'any 1937 a Materialisme dialèctic i materialisme històric, on parla del « Partit marxista-leninista ». Stalin té cura, en els seus escrits, de referir-se sempre a Lenin, el respectuós deixeble del qual es presenta. La seva única innovació teòrica és la introducció del concepte de Socialisme en un país. Tenint en compte l'absència, als països capitalistes desenvolupats, d'un moviment revolucionari que pogués donar suport al règim soviètic, Stalin va advocar per no renunciar a la revolució mundial, sinó ajornar-la per a més tard i concentrar-se, en primer lloc, en la consolidació dels èxits revolucionaris a només l'URSS. Stalin s'oposava així diametralment al concepte de revolució permanent exposat per Lev Trotski, que donava prioritat a l'extensió global de la revolució. El terme leninisme esdevé sinònim i substitut de l'estalinisme, però gradualment es substitueix en l'ús pel de marxisme-leninisme, que designa aleshores precisament l'ortodòxia del leninisme de Stalin. Boris Souvarine considera que el marxisme-leninisme és només un «frase enganyosa» creat per Stalin «per camuflar les seves monstruoses accions: en realitat és sinònim d'estalinisme, una veritable antítesi del marxisme i fins i tot una caricatura del leninisme»

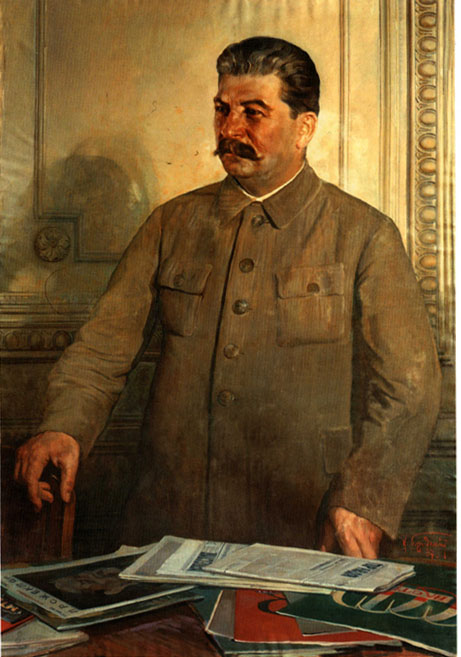
Retrat de Stalin d’Issaak Brodski.

Des de 1928, la Internacional Comunista va ser el relé de la ideologia stalinista oficial; després de la Segona Guerra Mundial, tots els partits comunistes van continuar conformant-se al dogma, reivindicant l'estatus. El materialisme dialèctic, decretada filosofia obligatòria per a tots els comunistes es considera una doctrina a la qual les mateixes ciències estan subordinades: el mètode «de Marx, Engels, Lenin, Stalin», que s'imparteix a les universitats soviètiques, es decreta «únic mètode científic que existeix». Al voltant de Stalin, decretat líder infal·lible, adornat amb totes les virtuts i totes les habilitats, que es tracta de les arts o de les ciències, es va desenvolupar un culte a la personalitat, de vegades amb matisos delirants -i que posteriorment es va reproduir amb altres dirigents dels règims comunistes-. En nom d'una visió dogmàtica de l'economia i l'agricultura, Stalin va posar fi a la Nova Política Econòmica decidida per Lenin i va posar en marxa al tombant dels anys 30 una política de col·lectivització agrícola intensiva, que va contribuir a provocar una terrible fam a l'URSS. L'agrònom Trofim Lissenko, amb el suport del poder soviètic, defensa una teoria pseudocientífica, anomenada «Lisenkoisme» - que pretén doblegar les lleis de la natura a la dialèctica marxista. L'historiador Nicholas Riasanovsky subratlla que, a més del seu caràcter de «pseudociència», el marxisme-leninisme també constitueix en més d'un aspecte una «pseudo-religió», que es presenta com una explicació totalitzadora de la realitat, i s'arroga la competència de decretar, a la pràctica, què és bo i què és dolent, dividint el món en blanc i negre: en aquesta visió de tipus religiós, el proletariat juga el paper del Messies, la societat sense classes ocupa el lloc del Paradís, el Partit substitueix l'Església, mentre que les obres de Marx, Engels, Lenin i, fins a un cert període, Stalin, actuen com les «Sagrades Escriptures».
El nom de marxisme-leninisme designa llavors la ideologia del moviment comunista majoritari, alineat amb la URSS, a l'exclusió de les dissidències comunistes. De fet, si el trotskisme continua reivindicant el leninisme -del qual Trotski es presentava com a hereu-, no utilitza el terme marxisme-leninisme. És també el cas d'una altra tendència comunista més minoritària, el Bordigisme (anomenat així com la seva inspiració, l'italià Amadeo Bordiga), que també reivindica la filiació leninista alhora que s'oposa a la política seguida a l'URSS. D'altra banda, el grup de revolucionaris comunistes d'Àustria fundat el 1935 es diu marxisme-leninisme
A la Xina, durant el període d'entreguerres i en el context de la guerra civil xinesa i després de la guerra sino-japonesa, Mao Zedong es va comprometre a adaptar el marxisme a les realitats xineses. Mao va descobrir per primera vegada els escrits de Lenin, que amb prou feines van ser traduïts al xinès, en la síntesi proporcionada per Stalin. El líder comunista xinès va desenvolupar successivament els conceptes de guerra popular, és a dir, la mobilització de la població xinesa a través de la seva militarització, i Nova Democràcia, definida com una «front únic» reunint a tots els xinesos adherits a la causa del Partit Comunista Xinès; allà « Pensament de Mao Zedong » (o maoisme) es va consolidar gradualment com la ideologia oficial del moviment comunista xinès
Després de la guerra, el marxisme-leninisme va continuar sent la ideologia oficial del moviment alineat amb l'URSS, amb el dogma estalinista fins i tot reforçat a principis dels anys cinquanta: els partits comunistes reclamen llavors fàcilment l'estatus de stalinistes, mentre que el marxisme-leninisme esdevé la doctrina dels nous règims comunistes, els del bloc de l'Est a Europa. També arriba al poder a països asiàtics com la República Popular de la Xina i Corea del Nord. Al Vietnam, en el context de la guerra d'Indoxina, el marxisme-leninisme està indissolublement lligat a un discurs nacionalista i a les demandes d'independència del Việt Minh liderat per Ho Chi Minh. Molts diccionaris de ciències polítiques, publicats durant el període de la Guerra Freda, no tenen una entrada per a la paraula leninisme i tracten només del marxisme-leninisme, traçant retroactivament el marxisme des de Stalin fins a Marx. Els manuals del marxisme es multipliquen, la majoria de les vegades contents a repetir el contingut del materialisme dialèctic i del materialisme històric de Stalin; el moviment comunista mundial afirma ara ser «Marxisme-leninisme-estalinisme».

### Període post-estalinista
Stalin va morir el 1953; el 1956, la Gran Purga que havia infligit al Partit Comunista va ser denunciada per Khrusxov, iniciant la desestalinització. No obstant això, no va ser fins al XXII Congrés del PCUS, el 1961, que això va ser teoritzat: Els «errors doctrinals» de Stalin, i en particular el seu culte a la personalitat, són denunciats en nom del mateix marxisme-leninisme, seguint una lògica que hauria de tornar l'URSS al leninisme, identificat amb el mateix marxisme, per tant amb l'autèntic marxisme-leninisme. No obstant això, no es resolen totes les ambigüitats de la desestalinització: l'evolució doctrinal del marxisme-leninisme no impedeix el manteniment de la referència al materialisme dialèctic (o diamat), segons la versió del dogma decretada als anys 30 per Stalin, que de fet prohibeix qualsevol desestalinització de la teoria comunista. La desestalinització també pot implicar, per a alguns, la demanda de tornar a posar la pràctica leninista a l'agenda. El programa soviètic de 1961 anunciava per 1980 el pas de l'URSS a l'etapa del comunisme complet, en el sentit original del terme. Aquest va ser l'últim document oficial soviètic que preveia oficialment la realització del comunisme com una societat sense classes. Els successors de Khrusxov, com els altres líders del bloc oriental, es van conformar, tot i que reivindicaven el comunisme com a ideologia, d'anunciar l'evolució del camí cap al socialisme.

Bandera de la República Democràtica Alemanya, un dels països del Bloc de l'Est.

Les interpretacions del marxisme-leninisme es multipliquen segons els països, els períodes i els contextos polítics. El marxòleg Kostas Papaioannou va jutjar el 1967 que el marxisme-leninisme s'havia convertit en una «ideologia sense doctrina» i una «ortodòxia sense dogma», desproveït de contingut real. Als seus ulls, l'ortodòxia vigent als països comunistes ja no es defineix sinó pels imperatius del moment i segons les desviacions que cal denunciar: la doctrina es defineix negativament, en oposició a les altres, mentre que tots els aspectes de la teoria marxista es redueixen a l'estat de «catecisme primari per a l'ús d'agitadors».

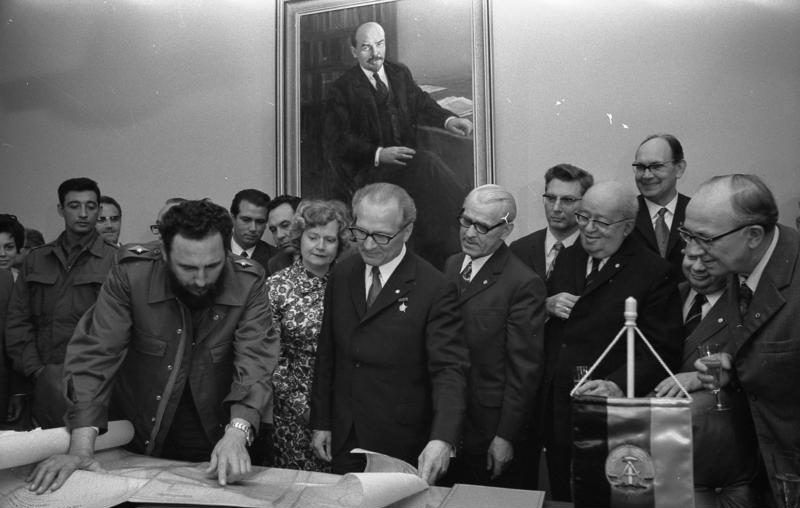
Fidel Castro (Cuba), trobada amb Erich Honecker (RDA).

Fora de l'URSS es desenvolupen diverses tendències polítiques d'ús nacional, que continuen reivindicant el marxisme-leninisme. El «titisme» - pràctica política més que ideologia - vigent a Iugoslàvia després de la ruptura Tito-Stalin es distingeix sobretot, en l'àmbit econòmic, per un recurs a l'autogestió -en realitat, molt controlada per l'Estat- de les empreses a través dels consells obrers, presentats com un retorn a les fonts del marxisme, i en l'àmbit polític per una organització federal pròpia del problema local de les nacionalitats iugoslaves. Als anys 50 i 70 van aparèixer nous règims polítics reivindicatius del marxisme-leninisme tant a Àsia com al continent americà -amb Cuba, on Fidel Castro va barrejar la ideologia marxista-leninista del Tercer Món- o a Àfrica. La identitat marxista-leninista també és reivindicada per diversos moviments insurgents, ja sigui a Àsia, Àfrica o Amèrica Llatina; durant les guerres colonials portugueses, moviments independentistes com el Front d'Alliberament de Moçambic i el Moviment Popular per a l'Alliberament d'Angola es van estructurar políticament adoptant-lo. El marxisme-leninisme és també la ideologia de referència del Che Guevara, la concepció revolucionària del qual consisteix a apaivagar els mals de la humanitat, aplicant els principis del marxisme-leninisme després d'haver-los fet triomfar per mitjà de la guerrilla.

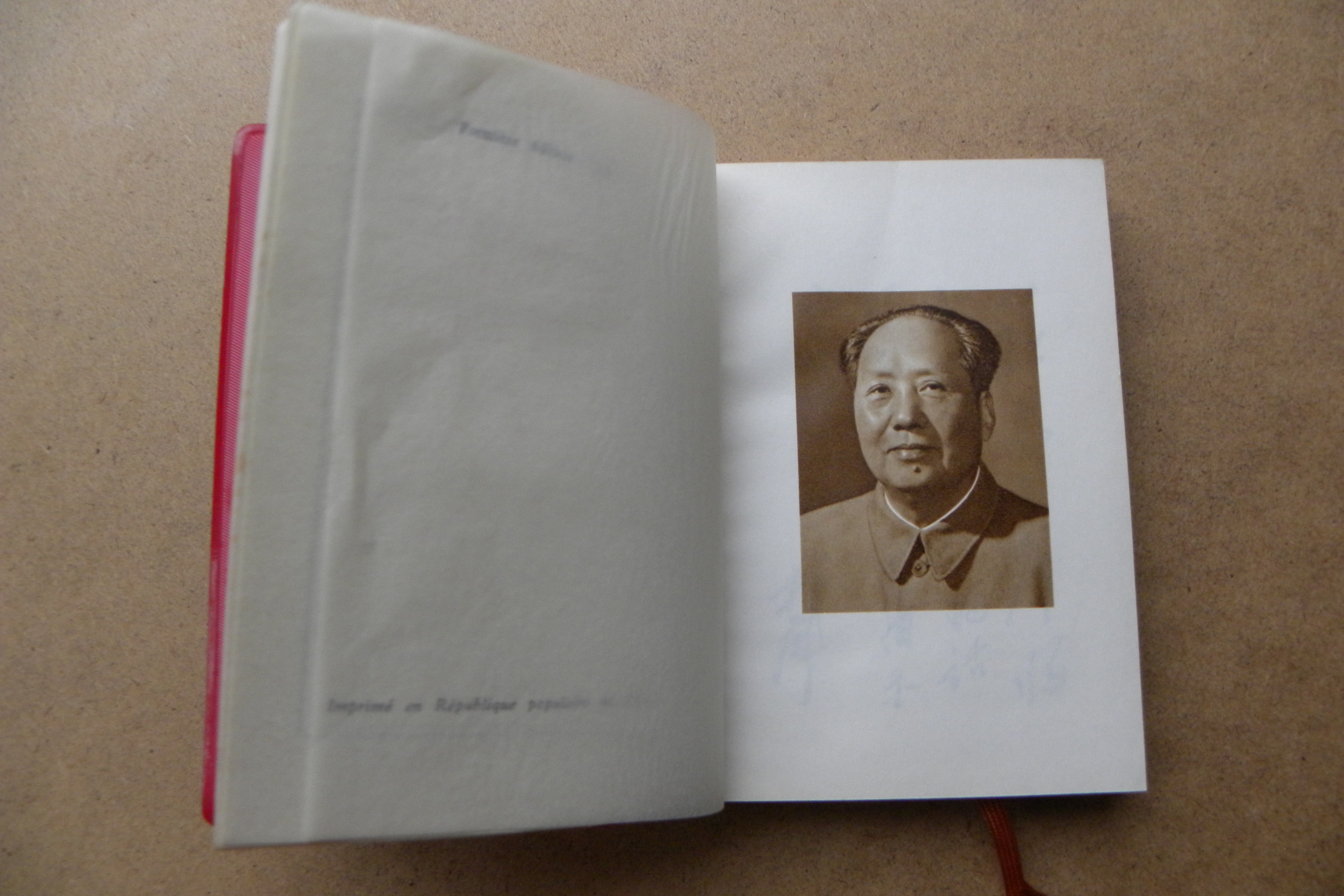
Una còpia del «Petit llibre vermell» de Mao Zedong.

La República Popular de la Xina per la seva banda, rebutja la desestalinització política, després del fracàs de la «liberalització controlada» de les «Cent flors»: aleshores va trencar gradualment amb l'URSS, reivindicant una posició «antirevisionista». Mao va desenvolupar una visió proactiva de l'organització econòmica de la Xina, com a part de la transició al socialisme. La mobilització de tot el país, en el marc del Gran Salt Endavant -un intent de militarització de l'economia que pretén posar-se al dia amb l'endarreriment econòmic de la Xina i passar directament a l'etapa del comunisme ple- resulta en un desastre i una fam gegantina. Els xinesos es basen en referències al leninisme per denunciar el «revisionisme» dels soviètics. L'Albània d’Enver Hoxha, que comparteix la mateixa línia «antirevisionista» que la Xina i rebutja qualsevol desestalinització política o teòrica, també va trencar amb l'URSS a principis dels anys 60 i es va alinear amb el règim maoista. Enver Hoxha aplica el marxisme-leninisme dogmàtic i empeny l'ateisme oficial fins al punt de prohibir tota pràctica religiosa a Albània el 1967.
Diversos partits comunistes «pro-xinesos» van aparèixer a tots els continents durant la dècada del 1960, com el Partit Comunista de l'Índia (marxista), el Partit Comunista del Brasil, el Partit Comunista d'Itàlia (marxista-leninista) o el Partit Comunista Marxista-Leninista comunista de França.. Mao, per la seva banda, va trencar progressivament amb el model estalinista d'organització política i econòmica; en retirada després del fracàs del Gran Salt Endavant, es va comprometre a recuperar el control total de l'estat xinès desmantellant l'aparell del Partit Comunista a través de la revolució cultural, que després va presentar com una lluita contra la burocràcia.
A Àsia, el maoisme, que combina la dimensió del Tercer Món amb un esforç de renovació teòrica, influeix en diversos moviments, en contextos molt diversos: els khmers vermells a Cambodja, així com els PC malais, tailandesos i birmans. El Partit Comunista de l'Índia (marxista) i el Partit Comunista Japonès trenquen amb la Xina davant els excessos de la Revolució Cultural; a l'Índia, els maoistes d'obediència estricta, o « naxalistes » - provisionalment units dins d'una nova escissió, el Partit Comunista de l'Índia (marxista-leninista), que després es va dividir en múltiples grups - va llançar una insurrecció armada, que continua fins als nostres dies. A Occident, als anys seixanta i setanta, van aparèixer molts grups reivindicant la influència del maoisme, o « Marxisme-leninisme-maoisme » – com el Partit Comunista d'Alemanya/Marxistes-Leninistes, la Unió de la Joventut Comunista Marxista-Leninista, l’Esquerra Proletària o el Partit Comunista Revolucionari Americà. Algunes d'aquestes organitzacions arriben a aplicar les seves instruccions per a la lluita armada fent atemptats. La influència del maoisme, però, va disminuir molt ràpidament a Occident, després de la mort de Mao i l'elecció del reformisme sota Deng Xiaoping. A la Xina, la ideologia maoista, tot i que continua formant part dels referents oficials del règim, es buida de la major part de la seva substància i subsisteix principalment en la forma d'una pràctica política autoritària. Albània, per la seva banda, va trencar amb la Xina a finals dels anys 70 escollint l'aïllament polític i mantenint una estricta ortodòxia estalinista. Un cert nombre de partits antigament maoistes -que són en la seva majoria grups reduïts- rebutgen l'evolució de la Xina i constitueixen un corrent estalinista conegut com «pro-albanès» (O «hoxhaist»).

Bandera del Partit Comunista del Nepal (marxista-leninista unificat).

A Europa, durant la dècada del 1970, diferents partits comunistes es van distanciar del marxisme-leninisme durant el període conegut com a eurocomunisme: diversos partits, com el Partit Comunista Francès i el Partit Comunista d'Espanya, per tant, deixen de referir-s'hi en els seus estatuts, per subratllar la seva voluntat de renovació política. La iniciativa de l'eurocomunisme, però, va quedar en res i no va impedir que el PCF, a diferència del Partit Comunista Italià que es va distanciar una mica, es mantingués alineat amb l'URSS.
El marxisme-leninisme va continuar sent la ideologia oficial de l'URSS i els seus aliats del Bloc de l'Est durant el període de la perestroika implementada per Gorbatxov: el dirigent soviètic multiplica les declaracions de lleialtat al marxisme-leninisme, alhora que adopta un discurs volgut antidogmàtic i humanista, i afirma la seva voluntat de tornar a posar a l'ordre del dia les nocions leninistes en matèria de tàctica i estratègia . El marxisme-leninisme va romandre el referent ideològic dins del món comunista fins a l'enfonsament dels règims europeus, que va tenir lloc entre 1989 i 1992. També va ser abandonat a partir de 1989, juntament amb el sistema de partit únic, en diversos països comunistes no europeus com Mongòlia, Cambodja i tots els règims africans. El marxisme-leninisme segueix sent reivindicat avui per nombrosos moviments, de molt desigual importància, com el Partit Marxista-Leninista Italià, el Partit Marxista-Leninista d'Alemanya, el Partit Comunista d'Espanya (marxista-leninista) o el Partit Comunista Revolucionari de la Costa d'Ivori. A França, diferents grups es van separar del PCF en els anys 2000, continuant reivindicant els principis marxistes-leninistes, com el polo comunista renaixentista a França o els comunistes (actual Partit Comunista Revolucionari). Grups «Hoxhaists», o fins i tot simplement estalinistes, continuen existint: el vell corrent «pro-albanès» es reuneix a nivell internacional dins de la Conferència Internacional de Partits i Organitzacions Marxistes-Leninistes (Unitat i Lluita) mentre que la Conferència Internacional de Partits i Organitzacions Marxistes-Leninistes (correspondència de premsa internacional) reuneix organitzacions maoistes. També hi ha guerrilles maoistes, com els naxalites a l'Índia, Sendero Luminoso al Perú o el Nou Exèrcit Popular a les Filipines. Al Nepal, dos partits que diuen ser marxistes-leninistes, el Partit Comunista Unit del Nepal (maoista) — que va liderar durant diversos anys i el Partit Comunista del Nepal (Marxista-Leninista Unificat), han participat al govern des de finals dels anys 2000; malgrat el seu nom i la seva ideologia oficial, el Partit Comunista del Nepal (Marxista-Leninista Unificat) és considerat, a diferència del partit maoista nepalí, com un partit centrista. Es van fusionar el 2018 per formar el Partit Comunista del Nepal.
El marxisme-leninisme és la ideologia oficial a la República Popular de la Xina, Vietnam i Laos. A Corea del Nord, la menció del marxisme-leninisme es va eliminar de la constitució de 1992; se'n continuen fent mencions com «premissa ideològica i teòrica» de juche, la ideologia d'ús nacional creada per Kim Il-sung.
El marxisme-leninisme és la ideologia oficial a Cuba on es barreja amb les idees de José Martí. Durant el Vuitè Congrés del Partit Comunista de Cuba, del 19 abril 2021, les referències al marxisme-leninisme van desaparèixer en l'informe central del congrés però també per l'absència d'imatges de Marx, Engels i Lenin a les instal·lacions del congrés.